# 長野県道24号上高地公園線
長野県道24号上高地公園線（ながのけんどう24ごう かみこうちこうえんせん）は、長野県松本市の上高地公園へ接続する県道（主要地方道）である。

## 概要
長野県松本市上高地から松本市安曇（旧安曇村中ノ湯）の国道158号交点に至る。

この道路は、上高地とその周辺の環境保護のため1年（冬季は閉鎖）を通じて一般車の通行が禁止されている。そのため、この道路を通行できる車は路線バス、タクシー、緊急自動車、あるいは特別な許可を得た車のみである。
途中にある釜トンネルは、従来は道幅が狭いためトンネル内での長い信号待ちや急カーブがあり、度々渋滞の原因となっていた。これを解消するために新トンネルの建設が2001年より開始され、2005年（平成17年）7月2日に片側1車線と歩道を確保した新しい釜トンネルが完成した。このトンネルの開通により、それまで観光シーズンに発生していた大渋滞が解消され、交通の流れが飛躍的に改善された。

### 路線データ
- 路線認定[1]
  - 起点：上高地公園
  - 終点：松本市安曇
  - 重要な経過地：なし
- 道路の区域[2]
  - 起点：松本市安曇一級河川左岸堤防敷地先
  - 終点：松本市安曇梓川筋国有林82林班地先（国道158号交点）
  - 実延長距離：7.6966 km
- 道路法第7条第1項該当号：5号[3]

## 歴史
- 1922年（大正11年）1月6日 - 府県道松本槍ケ岳線の認定[4]。
- 1954年（昭和29年）1月20日 - 松本槍ケ岳線の一部を主要地方道上高地公園線に指定[5]。
- 1955年（昭和30年）2月3日 - 長野県道上高地公園線の認定[6]。
- 1975年（昭和50年） - 一部区間のマイカー規制開始。
- 1993年（平成5年）5月11日 - 建設省から、県道上高地公園線が上高地公園線として主要地方道に再指定される[7]。
- 1999年（平成11年）9月15日-9月26日 - 土砂崩れによりスノーシェッドが倒壊し通行止め。
- 2001年（平成14年） - 釜トンネルの改良、新設工事開始（2005年完成）。
- 2011年（平成23年）6月23日-6月29日 - 釜トンネル上高地側出口付近の産屋沢にて土石流が発生したため通行止め。
- 2016年（平成28年）7月19日 - 上高地トンネル開通[8]。
- 2022年（令和4年）4月27日 - 道路の法面が崩壊して通行止め[9]。

## 地理

### 通過する自治体
- 松本市

### 交差する道路
- 国道158号（松本市安曇、終点）